# Rickettsia conorii
La Rickettsia conorii és un bacteri gramnegatiu, intracel·lular obligat del gènere Rickettsia que causa una malaltia humana anomenada febre botonosa mediterrània, tifus per paparres israelià, febre maculosa d'Astrakhan, tifus per paparres de Kenya, tifus per paparres de l'Índia o altres noms que designen la localitat d'aparició tot i que tenen característiques clíniques diferents. És membre del grup de les febres maculoses i l'espècie més dispersa geogràficament del grup, reconeguda a la majoria de les regions que voregen el Mar Mediterrani i el Mar Negre, Israel, Kenya i altres parts d'Àfrica del Nord, Àfrica Central i Sud-àfrica, i Índia. El vector prevalent és la paparra marró del gos, Rhipicephalus sanguineus. El bacteri va ser aïllat per Emile Brumpt el 1932
 i va rebre el nom d'A. Conor, qui, en col·laboració amb A. Bruch, va proporcionar la primera descripció de la febre botonosa a Tunísia el 1910.
S'ha seqüenciat el genoma del bacteri i s'han identificat quatre subespècies.
Els genomes dels bacteris intracel·lulars o paràsits experimenten una reducció massiva en comparació amb els seus parents de vida lliure. Exemples d'això inclouen Rickettsia per a alfa proteobacteris, T. whipplei per a Actinobacteris, Mycoplasma per a Firmicutes (els Gram-positius amb baix contingut de G+C) i Wigglesworthia i Buchnera per a gamma proteobacteris.
Alguns dels virions més grans com Megavirus chilense, Pandoravirus, Pithovirus i Mimivirus són comparables en mida a bacteris en miniatura com T. whipplei i Rickettsia conorii.